# Liste Essener Friedhöfe

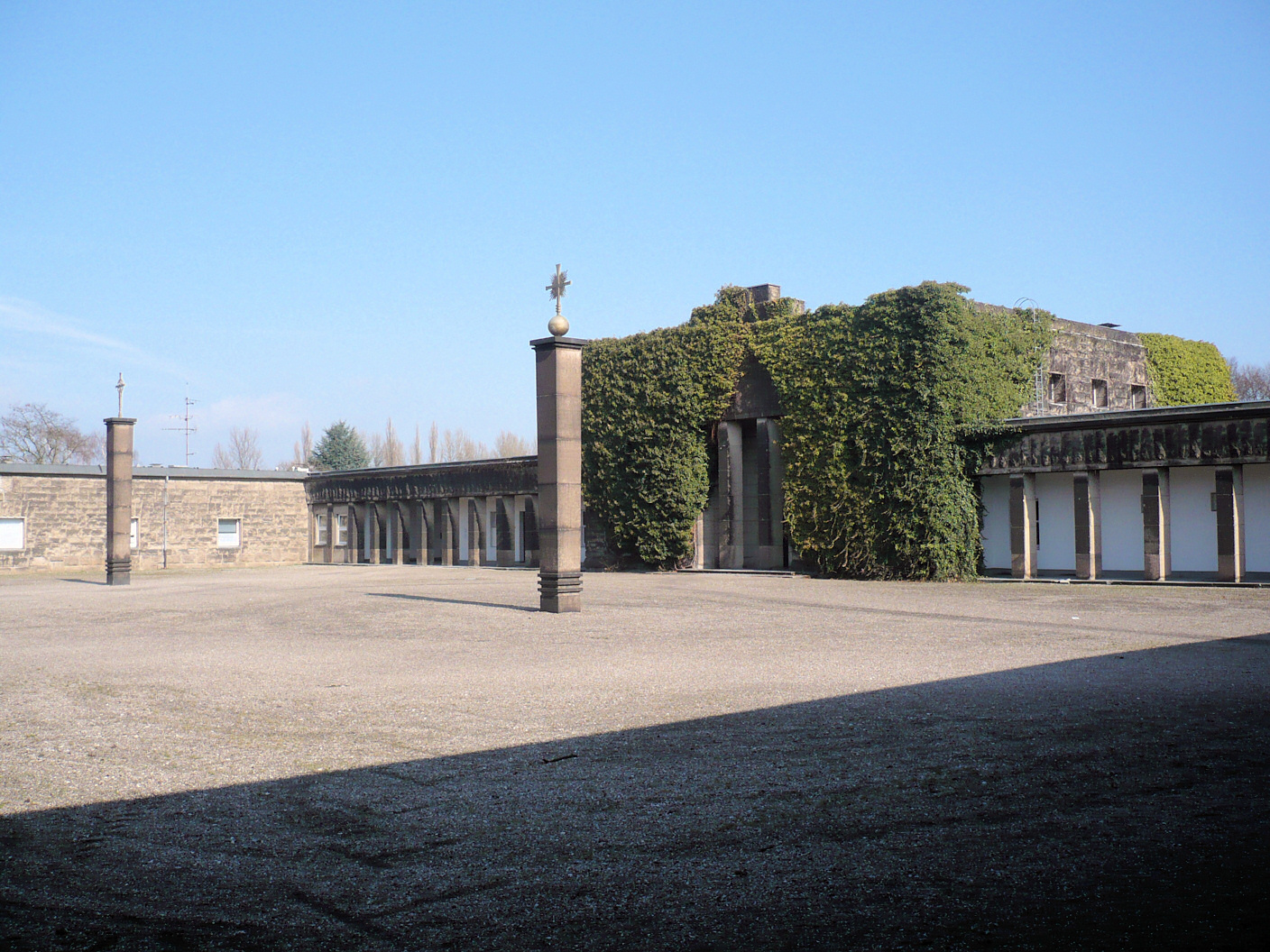
Ehrenhof und alte Trauerhalle des Parkfriedhofs, Essens größter Grabstätte

Die Liste Essener Friedhöfe zeigt solche im heutigen Essener Stadtgebiet, die noch belegt werden oder bereits geschlossen sind. Die Stadt pflegt zurzeit (Stand: Dezember 2014) 39 Ehrengräber ehemaliger Oberbürgermeister, Bürgermeister und anderer verdienter Bürger.

## Friedhöfe, die noch belegt werden

### Kommunale Friedhöfe
Essen verfügt über folgende 23 städtische Friedhöfe mit einer Gesamtfläche von rund 240 Hektar:
| Friedhof                  | Lage                                                         | Eröffnung | Größe    | Kapelle u. a.                     | Kriegsgräber                       | Bemerkungen |
| ------------------------- | ------------------------------------------------------------ | --------- | -------- | --------------------------------- | ---------------------------------- | --- |
| Parkfriedhof              | Huttrop Am Parkfriedhof 33 51° 27′ 2,9″ N, 7° 2′ 54,6″ O     | 1925      | 40,64 ha | Trauerhalle unter Denkmalschutz   | Zweiter Weltkrieg                  | Größte zusammenhängende Friedhofsfläche der Stadt Essen; zwei Ehrengräber der Stadt Essen von Gustav Heinemann und der Stifterin Claire Hennes, weitere hier beigesetzte Persönlichkeiten: Christine Hengst (erste Schulrätin in Nordrhein-Westfalen), Karl Imhoff (Bauingenieur), Edmund Körner (Architekt), Max Prüß (Baudirektor), Robert Schmidt (Stadtplaner und erster Verbandsdirektor des Siedlungsverbandes Ruhrkohlenbezirk), Adolf Wagner (Gewichtheber), Uta Ranke-Heinemann (Theologin)                             |
| Südwestfriedhof           | Fulerum Fulerumer Straße 15b 51° 26′ 5,5″ N, 6° 58′ 0,5″ O   | 1910      | 32,27 ha | Andachtshalle unter Denkmalschutz | Erster Weltkrieg Zweiter Weltkrieg | Zweitgrößte Begräbnisstätte der Stadt Essen mit 2.827 Kriegsgräbern; Ehrengräber der Stadt Essen von Franz Dinnendahl, Wilhelm Holle, Heinz Renner, Wilhelm Nieswandt |
| Friedhof Bredeney         | Bredeney Westerwaldstr. 6 51° 24′ 37,6″ N, 6° 58′ 51,6″ O    | 1909      | 7,07 ha  | Kapelle                           | Erster Weltkrieg Zweiter Weltkrieg | beherbergt Gräbmäler der Industriellenfamilie Krupp sowie das Grab von Berthold Beitz und Else Beitz; Ehrengräber der Stadt Essen von Hans Toussaint, Waldthausen, Thea Rasche, Fritz Schupp |
| Bergfriedhof              | Fischlaken Scheppener Weg 40b 51° 23′ 9″ N, 7° 2′ 1″ O       | 1934      | 13,77 ha |                                   | Erster Weltkrieg Zweiter Weltkrieg | Ehrengräber der Stadt Essen von Horst Katzor, Kurt Jooss; ebenfalls hier beigesetzt der Stadtrat und Landtagsabgeordnete Josef Aust und die Bundesministerin für Jugend, Familie und Gesundheit Antje Huber |
| Friedhof am Hallo         | Stoppenberg Hallostr. 120 51° 28′ 45″ N, 7° 3′ 12″ O         | 1918      | 17,4 ha  |                                   | Zweiter Weltkrieg                  | Verfügt über ein muslimisches Grabfeld; Ehrengrab der Stadt Essen von Carl Meyer (Bürgermeister von Stoppenberg) |
| Siepenfriedhof            | Huttrop Becksiepen 14 51° 26′ 39″ N, 7° 2′ 48″ O             | 1917      | 2,55 ha  |                                   | nein                               | Der Journalist Walter Wimmer ist hier beigesetzt. |
| Terrassenfriedhof         | Schönebeck Kaldenhoverbaum 55 51° 27′ 21″ N, 6° 56′ 57″ O    | 1926      | 27,97 ha | Trauerhalle                       | Zweiter Weltkrieg                  | Drei Grabfelder mit insgesamt 2122 Gräbern von Kriegsgefangenen und Zwangsarbeitern, die während des Zweiten Weltkrieges in Essen ums Leben kamen; Ehrengrab der Stadt Essen von Heinrich Strunk |
| Ostfriedhof               | Südostviertel Saarbrücker Str. 76 51° 26′ 49″ N, 7° 1′ 52″ O | 1893      | 8,35 ha  | Kapelle                           | nein                               | Viele Grabmale des ehem. Essener Bürgertums sind 1955 vom aufgelassenen Friedhof am Kettwiger Tor auf den Ostfriedhof überführt worden. Ehrengräber der Stadt Essen von Erich Zweigert, Gustav Hache, Johann Conrad Kopstadt, Heinrich Arnold Huyssen, Karl Friedrich (Artur) Koenig (Bürgermeister), Heinrich Varnhorst (Bürgermeister), Wilhelm Weigle (Pfarrer), Edmund Lührmann, Wilhelm Busch, Carl Funke, Gottschalk Diedrich Baedeker, Diedrich Gottschalk Baedeker, Hans Piekenbrock, Heinrich Carl Sölling, Mary Wigman |
| Stadtwaldfriedhof Kettwig | Kettwig An der Nittlau 41 51° 22′ 1″ N, 6° 57′ 20″ O         | 1953      | 5,68 ha  |                                   | Erster Weltkrieg Zweiter Weltkrieg | |
| Nordfriedhof              | Altenessen-Nord Hauerstr. 27 51° 30′ 3″ N, 7° 1′ 0″ O        | 1874      | 21,98 ha |                                   | Erster Weltkrieg Zweiter Weltkrieg | Die Landtagsabgeordnete Aenne Gehling ist unter anderem hier beigesetzt. |
| Friedhof am Hellweg       | Freisenbruch Hellweg 95 51° 27′ 11″ N, 7° 5′ 44″ O           | 1971      | 16,01 ha |                                   | nein                               | Verfügt seit 1977 über das einzige Krematorium der Stadt Essen. |
| Friedhof Kray             | Kray Siegfriedstr. 20 51° 27′ 52″ N, 7° 5′ 17″ O             | 1904      | 6,88 ha  |                                   |                                    | Ehrengrab der Stadt Essen von Jacob Weber |
| Friedhof Werden II        | Werden Heskämpchen 2 51° 23′ 46″ N, 7° 0′ 23″ O              | 1876      | 3,28 ha  | Trauerhalle                       |                                    | Ehrengräber der Stadt Essen der Werdener Bürgermeister Joseph Breuer und Ludwig Soldan |
| Südfriedhof               | Rüttenscheid Lührmannstr. 123 51° 25′ 37″ N, 6° 59′ 7″ O     | 1900      | 2,99 ha  | Kapelle                           | nein                               | Vom Grugapark umgeben; Ehrengrab der Stadt Essen von Bürgermeister Paul Hans Jaeger, auch hier beigesetzt: Oberstadtdirektor Ernst Finkemeyer, Architekt Wilhelm Eggeling (1889–1955, Gildenhaus am Kennedyplatz, Haus am Kettwiger Tor), Familie Meermann (Cramer & Meermann), Bergwerksdirektor Emil Krabler, Kaufmann und Mäzen Willi Gotthold Saeger (1907–1983, Betten Saeger) |
| Friedhof Karnap           | Karnap Ahnewinkelstr. 51 51° 31′ 22″ N, 7° 0′ 59″ O          | 1910      | 5,13 ha  |                                   | Erster Weltkrieg Zweiter Weltkrieg | |
| Friedhof am Schildberg    | Dellwig Richtstr. 20 51° 29′ 2″ N, 6° 54′ 50″ O              | 1914      | 6,86 ha  | Trauerhalle                       | Zweiter Weltkrieg                  | 40 Kriegsgräber |
| Friedhof Überruhr         | Überruhr Holthuser Tal 20 51° 24′ 42″ N, 7° 5′ 12″ O         | 1970      | 5,25 ha  |                                   | nein                               | Hier unter anderem beigesetzt: Peter Reuschenbach, Oberbürgermeister |
| Friedhof Heisingen I      | Heisingen Georgkirchstr. 7 51° 24′ 10″ N, 7° 3′ 55″ O        | 1879      | 1,84 ha  |                                   | nein                               | Ehrengrab der Stadt Essen von Emil Hagmann |
| Friedhof Heisingen II     | Heisingen Wechselpfad 15 51° 24′ 16″ N, 7° 4′ 16″ O          | 1970      | 5,5 ha   |                                   | nein                               | |
| Friedhof Frillendorf      | Frillendorf Ernestinenstr. 267 51° 27′ 42″ N, 7° 2′ 58″ O    | 1905      | 2,7 ha   |                                   | Erster Weltkrieg Zweiter Weltkrieg | |
| Friedhof Schonnebeck      | Schonnebeck Friedhofstraße 51° 28′ 37″ N, 7° 4′ 9″ O         | 1902      | 2,64 ha  |                                   | nein                               | |
| Friedhof Rellinghausen    | Rellinghausen Am Glockenberg 36a 51° 25′ 31″ N, 7° 2′ 12″ O  | 1870      | 2,65 ha  |                                   | nein                               | Ehrengrab der Stadt Essen von Joseph Sartorius, von 1876 bis 1910 einziger Bürgermeister Rellinghausens, Grab des Ballonfahrers Karl Bernhard Bamler |
| Friedhof Burgaltendorf    | Burgaltendorf Worringstr. 4a 51° 25′ 0″ N, 7° 6′ 30″ O       | 1968      | 0,82 ha  |                                   | nein                               | |

### Evangelische Friedhöfe
| Friedhof                                    | Lage                                                          | Eröffnung | Größe | Kapelle u. a.               | Kriegsgräber                       | Bemerkungen |
| ------------------------------------------- | ------------------------------------------------------------- | --------- | ----- | --------------------------- | ---------------------------------- | --- |
| Matthäusfriedhof                            | Borbeck-Mitte Marreweg 51° 28′ 5″ N, 6° 57′ 0″ O              | 1859      |       | Trauerhalle, errichtet 1961 | Erster Weltkrieg Zweiter Weltkrieg | hier beigesetzt: Georg Melches (Mitbegründer und Funktionär von Rot-Weiss Essen), Heinz-Horst Deichmann (Unternehmer), August Gottschalk (Fußballspieler) |
| Friedhof Viktoriastraße                     | Katernberg Victoriastr. 27 51° 29′ 49″ N, 7° 2′ 45,9″ O       |           |       | Trauerhalle                 | Erster Weltkrieg Zweiter Weltkrieg | |
| Gemeindefriedhof Dellwig-Frintrop-Gerschede | Frintrop Pfarrstr. 10–11 51° 28′ 52″ N, 6° 55′ 4″ O           |           |       | Trauerhalle                 | Erster Weltkrieg Zweiter Weltkrieg | |
| Gemeindefriedhof Haarzopf                   | Haarzopf Raadter Str. 79a 51° 25′ 0″ N, 6° 57′ 31,5″ O        |           |       |                             | Erster Weltkrieg Zweiter Weltkrieg | |
| Friedhof Niederweniger Straße               | Kupferdreh Niederweniger Straße 22 51° 23′ 32″ N, 7° 5′ 28″ O |           |       | Kapelle unter Denkmalschutz | nein                               | |
| Friedhof Überruhr                           | Überruhr Klapperstraße 51° 25′ 20″ N, 7° 5′ 42″ O             |           |       | Trauerhalle                 | nein                               | |
| Friedhof Freisenbruch                       | Freisenbruch Bochumer Landstraße 51° 25′ 20″ N, 7° 5′ 42″ O   |           |       | Trauerhalle                 | Erster Weltkrieg Zweiter Weltkrieg | |
| Friedhof Hülsebergstraße                    | Horst Hülsebergstraße 51° 26′ 20″ N, 7° 6′ 16″ O              |           |       | Trauerhalle                 | nein                               | |
| Evangelischer Friedhof Brederbachstraße     | Kettwig Brederbachstraße 51° 21′ 59″ N, 6° 56′ 20″ O          |           |       | Kapelle                     | nein                               | Hier wurden die Kettwiger Tuchfabrikanten Julius Scheidt, Wilhelm Scheidt und Johann Wilhelm Scheidt beigesetzt.                                          |

### Katholische Friedhöfe
| Friedhof                                          | Lage                                                         | Eröffnung    | Größe | Kapelle u. a. | Kriegsgräber                       | Bemerkungen |
| ------------------------------------------------- | ------------------------------------------------------------ | ------------ | ----- | ------------- | ---------------------------------- | --- |
| Friedhof Katernberg                               | Katernberg Viktoriastraße 51° 30′ 1,3″ N, 7° 2′ 28,5″ O      |              |       |               | nein                               | |
| Friedhof Haus-Horl-Straße                         | Gerschede Haus-Horl-Straße 120 51° 29′ 33″ N, 6° 56′ 53″ O   |              |       |               | Erster Weltkrieg Zweiter Weltkrieg | |
| Friedhof Hülsmannstraße                           | Borbeck-Mitte Hülsmannstraße 51° 28′ 38″ N, 6° 56′ 57″ O     |              |       |               | Erster Weltkrieg Zweiter Weltkrieg | |
| Friedhof Stoppenberg                              | Stoppenberg Essener Straße 51° 28′ 29″ N, 7° 2′ 8″ O         |              |       |               | nein                               | |
| Friedhof Rosenhügel                               | Bochold Endstraße 51° 28′ 26″ N, 6° 58′ 48″ O                | 1890         |       |               | Erster Weltkrieg Zweiter Weltkrieg | |
| Friedhof Pflanzstraße                             | Bedingrade Pflanzstraße 51° 28′ 19″ N, 6° 54′ 39″ O          |              |       | Kapelle       | nein                               | |
| Friedhof Dachstraße                               | Borbeck-Mitte Dachstraße 51° 28′ 7″ N, 6° 57′ 2″ O           |              |       |               | Zweiter Weltkrieg                  | |
| Kath. Friedhof an der Helenenstraße               | Altendorf Husmannshofstraße 51° 27′ 47″ N, 6° 59′ 2″ O       |              |       |               | Erster Weltkrieg Zweiter Weltkrieg | |
| Kath. Friedhof an der Margarethenstraße           | Holsterhausen Margarethenstr. 21 51° 26′ 56″ N, 6° 59′ 2″ O  |              |       |               | nein                               | Grabstätte des Fußballspielers Helmut Rahn                                                                                   |
| Kath. Friedhof an der St.-Elisabeth-Kirche        | Frohnhausen Dollendorfstraße 51° 26′ 56,3″ N, 6° 57′ 39,3″ O | 1994         |       |               | nein                               | beherbergt vier Priestergräber                                                                                               |
| Friedhof Schönebeck                               | Schönebeck Heißener Straße 51° 27′ 13,5″ N, 6° 56′ 31″ O     |              |       |               | nein                               | |
| Friedhof Freisenbruch                             | Freisenbruch Bochumer Landstraße 51° 27′ 3″ N, 7° 6′ 7″ O    |              |       |               | nein                               | |
| Laurentiusfriedhof                                | Steele Laurentiusweg 51° 26′ 50″ N, 7° 4′ 19″ O              |              |       |               | nein                               | |
| Neuer Laurentiusfriedhof                          | Steele Am Stadtgarten 51° 26′ 40,6″ N, 7° 3′ 57,8″ O         |              |       |               | nein                               | |
| Kath. Friedhof an der Rühlestraße                 | Holsterhausen Rühlestraße 51° 26′ 23″ N, 6° 59′ 51″ O        |              |       |               | nein                               | Das Grabmal der Familie Hermann Reintjes wurde als Baudenkmal deklariert.                                                    |
| Friedhof Steele-Horst                             | Horst Lindkensfeld 51° 26′ 10″ N, 7° 6′ 21″ O                |              |       | Trauerhalle   | Zweiter Weltkrieg                  | |
| Friedhof Überruhr                                 | Überruhr Hinseler Hof 51° 25′ 36″ N, 7° 4′ 35″ O             |              |       |               | nein                               | |
| Friedhof Burgaltendorf                            | Burgaltendorf Am Kirchhof 51° 24′ 59″ N, 7° 6′ 47″ O         | 16. Mai 1899 |       |               | Zweiter Weltkrieg                  | |
| Friedhof St. Markus                               | Bredeney Frankenstraße 364 51° 24′ 52″ N, 6° 59′ 46″ O       | 1887         |       |               | nein                               | Der Architekt Emil Jung und der Verleger Hugo Koenen sind hier beigesetzt.                                                   |
| Friedhof Byfang                                   | Byfang Auf der Knappe 51° 24′ 14″ N, 7° 5′ 47″ O             |              |       |               | nein                               | |
| Friedhof Heisingen                                | Heisingen Kreuzstraße 12 51° 24′ 10″ N, 7° 3′ 54″ O          |              |       |               | Erster Weltkrieg Zweiter Weltkrieg | |
| Friedhof Kupferdreh                               | Kupferdreh An den Friedhöfen 51° 23′ 40″ N, 7° 5′ 32″ O      |              |       |               | nein                               | |
| Friedhof Kupferdreh-Dilldorf                      | Kupferdreh Rathgeberhof 51° 23′ 0″ N, 7° 4′ 50″ O            |              |       |               | nein                               | |
| Friedhof Kettwig (Corneliusfriedhof)              | Kettwig Corneliusstraße 51° 22′ 11″ N, 6° 56′ 6″ O           |              |       |               | nein                               | |
| Friedhof Kettwig                                  | Kettwig Brederbachstraße 51° 21′ 59″ N, 6° 56′ 20″ O         |              |       | Kapelle       | nein                               | |
| Friedhof Kettwig vor der Brücke                   | Kettwig Höseler Weg 51° 21′ 15″ N, 6° 55′ 20″ O              |              |       |               | Zweiter Weltkrieg                  | |
| Adveniat-Krypta der Hohen Domkirche               | Stadtkern Burgplatz 51° 27′ 21,3″ N, 7° 0′ 48,2″ O           |              |       |               | nein                               | Grablege der Essener Bischöfe. Bisher Franz Hengsbach und Hubert Luthe.                                                      |
| Kapitelsfriedhof im Kreuzgang der Hohen Domkirche | Stadtkern Zwölfling 51° 27′ 22,3″ N, 7° 0′ 49,2″ O           |              |       |               | nein                               | Friedhof der Essener Domkapitulare. U.a. die Weihbischöfe Franz Grave, Franz Vorrath, Wolfgang Große und Julius Angerhausen. |

### Jüdische Friedhöfe
| Friedhof                                | Lage                                            | Genutzt von/bis | Größe | Kapelle u. a.                   | Bemerkungen |
| --------------------------------------- | ----------------------------------------------- | --------------- | ----- | ------------------------------- | ----------- |
| Jüdischer Friedhof auf dem Parkfriedhof | Huttrop Schulzstr. 25 51° 26′ 56″ N, 7° 3′ 1″ O | eröffnet 1931   |       | Trauerhalle unter Denkmalschutz |             |

## Friedhöfe, die nicht mehr belegt werden
| Friedhof                                          | Lage                                                                 | Genutzt von/bis               | Größe        | Kapelle u. a.                                          | Bemerkungen |
| ------------------------------------------------- | -------------------------------------------------------------------- | ----------------------------- | ------------ | ------------------------------------------------------ | --- |
| Friedhof Altenessen-Süd, heute Spindelmannpark    | Altenessen-Süd Berthold-Beitz-Boulevard 51° 28′ 35″ N, 7° 0′ 12,8″ O | 1970er Jahre entwidmet        | 4 ha         |                                                        | Der Kaufmann Johann Heinrich Spindelmann (1878–1927) erhielt hier ein Ehrengrab der Stadt Essen, da er sein durch Viehhandel verdientes Vermögen der Stadt vermachte, damit diese eine Stiftung in seinem Namen für die Unterstützung von Waisenkindern einrichtete. Die Stadt verpflichtete sich im Gegenzug zum weiteren Unterhalt seiner Grabstätte. Weiteres Ehrengrab: Altenessener Bürgermeister Theodor Stankeit. |
| Alter Friedhof Huttrop                            | Huttrop Steeler Straße 51° 26′ 47″ N, 7° 2′ 42″ O                    | 1878–1991                     |              | Leichenhalle (nicht mehr vorhanden)                    | Mehrere Grabmäler stehen heute unter Denkmalschutz. |
| Alter Friedhof Kray                               | Kray Leither Straße 51° 28′ 1″ N, 7° 4′ 55,9″ O                      | Ende 19. Jahrhundert bis 1991 | rund 7000 m² | Leichenhalle im nördlichen Teil (nicht mehr vorhanden) | Ein Hauptweg trennte den Friedhof in einen evangelischen und einen katholischen Bereich. Im evangelischen fanden 615 und im katholischen Teil 1189 Beisetzungen statt. Nachdem 1948 ein Wiedererwerb der Grabstätten durch die Stadt Essen ausgeschlossen worden war, wurde der Friedhof 1983 außer Dienst gestellt. Schließlich wurde er am 20. März 1991 entwidmet. Die Grabstätten des Pfarrers Beck, des Architekten Carl Hausmann, des Medizinalrats Birkenpesch sowie der Familien Beckmann, Gantenberg und Ridder sind noch vorhanden. |
| Westfriedhof, heute Gervinuspark                  | Frohnhausen Kerckhoffstraße 51° 27′ 3″ N, 6° 58′ 11″ O               | 1895–1959                     |              | Trauerhalle (nicht mehr vorhanden)                     | Das Grabmal des ersten und einzigen Bürgermeisters der Bürgermeisterei Altendorf, der damals größten Landgemeinde Preußens, Wilhelm Kerckhoff, wird als Ehrengrab der Stadt Essen erhalten. Weitere Grabmäler sind noch heute vorhanden. |
| Alter Friedhof Rüttenscheid, heute Christinenpark | Rüttenscheid Brassertstraße 51° 25′ 57,1″ N, 7° 0′ 18,5″ O           |                               |              |                                                        | |
| Alter Friedhof Segeroth                           | Nordviertel Bottroper Straße 51° 28′ 1″ N, 6° 59′ 53″ O              | 1863–1983                     |              |                                                        | Hier sind unter anderen Opfer des Ersten Weltkrieges sowie Bergleute zweier Grubenunglücke auf Zeche Victoria Mathias und Zeche Amalie beigesetzt. Im nordöstlichen Teil befindet sich Essens größtes jüdisches Grabfeld. Entwidmet 1983 bildet das Gebiet heute den Ökopark Segeroth. |
| Friedhof Schloss Baldeney                         | Bredeney Freiherr-vom-Stein-Straße 51° 24′ 29,5″ N, 7° 1′ 25″ O      | Ende 17.–19. Jahrhundert      |              |                                                        | kleine Begräbnisstätte des Schloss Baldeney |
| Friedhof Werden I                                 | Werden Dückerstraße 51° 23′ 33,3″ N, 7° 0′ 9,1″ O                    | 1824–1876                     |              |                                                        | Friedhof östlich der St.-Lucius-Kirche, 1103 erstmals urkundlich erwähnt, in heutiger Form 1824 angelegt, 1876 aufgelassen; heute Parkanlage mit wenigen erhaltenen Grabsteinen, dazu Statuen der ehemaligen Königsbrücke von Otto von Bismarck, Helmuth von Moltke und Kaiser Wilhelm I., geschaffen von Wilhelm Albermann; ehemaliger Friedhof seit 1994 unter Denkmalschutz |
| Jüdischer Friedhof Pastoratsberg                  | Werden Pastoratsberg 51° 22′ 54,5″ N, 7° 0′ 8,4″ O                   | nach 1830 bis 1938            |              |                                                        | 70 erhaltene Grabsteine, nicht öffentlich zugänglich |
| Jüdischer Friedhof Hiltrops Kamp                  | Steele Hiltrops Kamp 51° 26′ 54″ N, 7° 4′ 3″ O                       | 1855–1943                     |              |                                                        | |
| Jüdischer Friedhof Reckhammerweg                  | Nordviertel Assmannweg 51° 28′ 14,5″ N, 6° 59′ 58″ O                 | 1885–1991                     |              |                                                        | Im nordöstlichen Teil des ehemaligen Friedhofs Segeroth befindet sich Essens größter jüdischer Friedhof. Er steht heute unter Denkmalschutz.; hier beigesetzt: Simon Hirschland (Gründer der Simon Hirschland Bank), sein Sohn Isaac Hirschland (Bankier, Stadtverordneter der Stadt Essen und Kommerzienrat) |

## Nicht mehr bestehende Friedhöfe
| Friedhof                             | Lage                                                                           | Genutzt von/bis                         | Größe | Kapelle u. a.                       | Bemerkungen |
| ------------------------------------ | ------------------------------------------------------------------------------ | --------------------------------------- | ----- | ----------------------------------- | --- |
| Friedhof am Kettwiger Tor            | Südviertel etwa an der Freiheit 51° 27′ 0,5″ N, 7° 0′ 48″ O                    | 1827–1955                               |       | Leichenhalle (nicht mehr vorhanden) | erster kommunaler Friedhof der Stadt Essen außerhalb ihrer Stadtmauer mit Familiengruften des alteingesessenen, teils bedeutenden Bürgertums |
| Katholischer Friedhof am Burgplatz   | Stadtkern Burgplatz 51° 27′ 19,2″ N, 7° 0′ 50,4″ O                             | bis 1826 genutzt                        |       |                                     | Friedhof bestand im nördlichen Drittel des Burgplatzes und des Domhofes über 1000 Jahre, von 1522 bis 1817 Existenz einer Beinhauskapelle |
| Evangelischer Friedhof am Weberplatz | Stadtkern Weberplatz 51° 27′ 34,2″ N, 7° 0′ 37,5″ O                            | 1620 bis 1827                           |       |                                     | Hier wurde 1826 der Industrielle und Firmengründer Friedrich Krupp beigesetzt. Seine Grabplatte befindet sich heute auf dem Friedhof Bredeney. |
| Friedhof vor dem Viehofer Tor        | Nordviertel                                                                    | 1863–1879                               |       |                                     | Durch die stark anwachsende Einwohnerzahl Essens zur Zeit der Industrialisierung war der Friedhof 1877 bereits fast vollständig belegt und wurde in Folge 1879 geschlossen.                                                                                                 |
| Abteifriedhof                        | Werden Brückstraße 51° 23′ 17,7″ N, 7° 0′ 15,3″ O                              | Anfang des 19. Jahrhunderts geschlossen |       |                                     | Ehemaliger Friedhof der Abtei Werden, musste Anfang des 19. Jahrhunderts dem Ausbau der Brückstraße (B 224) weichen |
| Katholischer Friedhof Borbeck        | Borbeck-Mitte Germaniaplatz 51° 28′ 29,1″ N, 6° 57′ 7,6″ O                     | 1840–1857                               |       |                                     | Der Friedhof befand sich auf dem Areal des heutigen Germaniaplatzes. |
| Jüdischer Friedhof Lazarettstraße    | Westviertel Lazarettstraße (damals Hoffnungsstraße) 51° 27′ 14″ N, 7° 0′ 18″ O | 1837–1923                               |       |                                     | 1941 sind aus militärischen Gründen etwa 36 Grabsteine auf den Parkfriedhof überführt worden. 1973/1974 wurde das ehemalige Friedhofsgelände mit einem Altenheim der Heilsarmee überbaut. Hier war Moses Hirschland (Arzt und Stadtverordneter der Stadt Essen) beigesetzt. |
| Jüdischer Friedhof Lanterstraße      | Huttrop Lanterstraße 51° 26′ 40,6″ N, 7° 2′ 21,4″ O                            | 1837–1923                               |       |                                     | Gelände überbaut, Lage nicht mehr vor Ort ersichtlich |
| Jüdischer Friedhof Am Knottenberg    | Steele Hiltrops Kamp 51° 27′ 0,2″ N, 7° 4′ 4,2″ O                              | 17. bis 19. Jahrhundert                 |       |                                     | Nichts mehr vorhanden, Gelände ist heute überbaut. Nachfolger ist der Jüdische Friedhof Hiltrops Kamp |